# Light novel

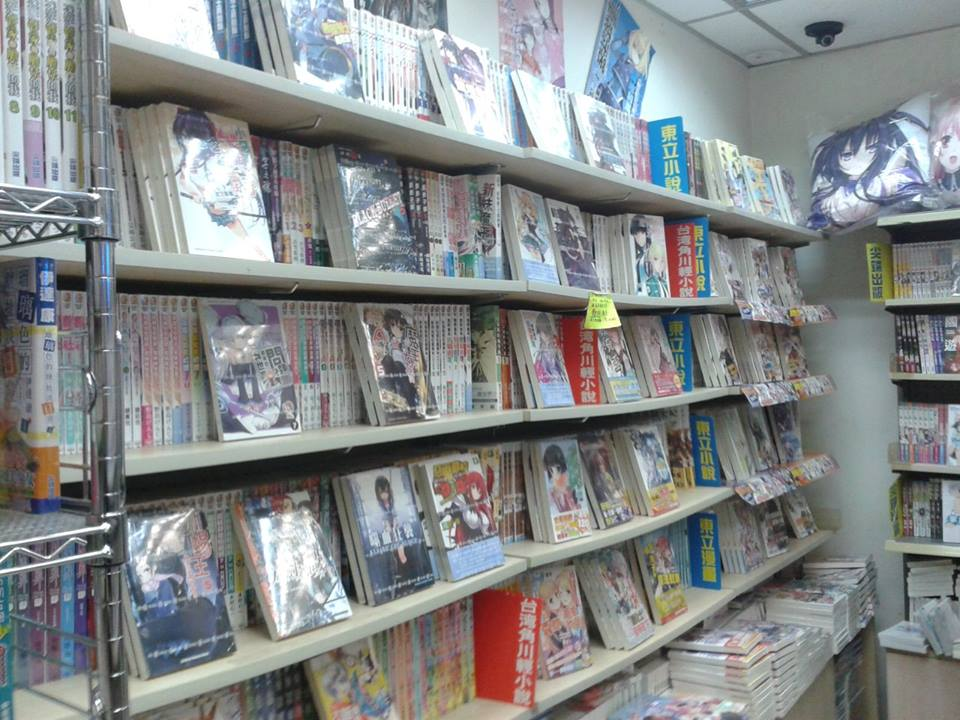
Een boekenwinkel die light novels verkoopt in Macau.

Een light novel (ライトノベル, raito noberu) is een Japanse soort roman die zich voornamelijk, maar niet uitsluitend, richt op middelbare scholieren (jeugdliteratuur). "Light novel" is een zogenaamde wasei-eigo: een Japanse term die gevormd wordt door woorden uit Engelse taal. Light novels worden vaak ranobe (ラノベ) of LN genoemd in de Westerse wereld. De gemiddelde lengte van een light novel is 50.000 woorden. Een onderscheidend kenmerk van light novels is dat ze worden geïllustreerd met anime en manga-kunststijl. Ze worden voornamelijk gepubliceerd in afzonderlijke boekdelen, terwijl van sommigen hun hoofdstukseries eerst in anthologietijdschriften terechtkomen voordat ze in boekvorm worden verzameld.